# Hyuna
Hyun-a (hangul: 현아), também escrito como Hyun-ah, Hyeon-ah e Hyeon-a, é um prenome coreano, mais usado como um nome feminino. Seu significado difere baseado no hanja usado para escrever cada sílaba do nome. Há 35 hanja com a leitura "hyun" e 20 hanja com a leitura "a", na lista oficial de hanja do governo sul-coreano, que pode ser registrado para uso em outros nomes.

## Pessoas
- Kim Hyun-ah (1992), é uma cantora, rapper e compositora sul-coreana, ex-integrante dos grupos femininos 4Minute e Wonder Girls.
- Moon Hyun-ah (1987), cantora e compositora sul-coreana, ex-integrante do grupo feminino Nine Muses.